# Symfonieorkest van de staat São Paulo
Het Symfonieorkest van de staat São Paulo (Portugees: Orquestra Sinfônica do Estado de São Paulo (OSESP)) is een Braziliaans symfonieorkest uit São Paulo en een van de grootste en meest bekende orkesten in Zuid-Amerika.
Eleazar de Carvalho leidde vierentwintig jaar, tot zijn dood, dit orkest. Tegenwoordig is Marin Alsop de chef-dirigent.
De thuisbasis van dit orkest, de Sala São Paulo, kun je met het Concertgebouw in Amsterdam vergelijken.

## Dirigenten
- 1964-1972 Roccella Bruno
- 1972-1996 Eleazar de Carvalho
- 1997-2009 Neshling John
- 2009-2011 Yan Pascal Tortelier
- 2012-heden Marin Alsop